# Heinrich Wydler

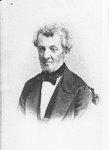
Heinrich Wydler

Heinrich Wydler (* 24. April 1800 in Zürich; † 6. Dezember 1883 in Gernsbach, Baden) war ein Schweizer Botaniker. Sein offizielles botanisches Autorenkürzel lautet „Wydler“.  

## Leben und Wirken
Wydler unternahm von 1826 bis 1827 eine Expedition zum Pflanzensammeln zu den Westindischen Inseln. Von 1828 bis 1830 arbeitete er am Botanischen Garten in Sankt Petersburg. Anschließend war er bis 1834 Kurator der botanischen de-Candolle-Sammlung an der Universität Genf. Wydler war von 1835 bis 1853 als Professor in Bern tätig. Nach seiner Heirat zog er 1840 nach Straßburg um.
Wydlers Spezialgebiet war die Pflanzenmorphologie. 

## Ehrungen
Die Pflanzengattung Wydleria DC. aus der Familie der Doldenblütler (Apiaceae) ist ihm zu Ehren benannt worden.

## Werke
- Essai monographique sur le genre Scrophularia. 1828.